# Sölvesborg (comune)
Sölvesborg è un comune svedese di 16 821 abitanti, situato nella contea di Blekinge. Il suo capoluogo è la città omonima.

## Località
Nel territorio comunale sono comprese le seguenti aree urbane (tätort):
| #  | Località   | Popolazione |
| -- | ---------- | ----------- |
| 1  | Sölvesborg | 7.883       |
| 2  | Mjällby    | 1.272       |
| 3  | Hällevik   | 776         |
| 3  | Hörvik     | 776         |
| 5  | Norje      | 674         |
| 6  | Nogersund  | 532         |
| 7  | Pukavik    | 283         |
| 8  | Lörby      | 243         |
| 9  | Ysane      | 212         |
| 10 | Valjeviken | 211         |

## Amministrazione

### Gemellaggi
- Bornholm
- Malbork
- Wolgast
- Sortavala
- Ukmerge